# Албано-хорватские отношения
 Албано-хорватские отношения — двусторонние отношения между Албанией и Хорватией. Дипломатические отношения между странами были установлены в июне 1991 года, после обретения Хорватией независимости от Югославии.
С 25 августа 1992 года Албания имеет посольство в Загребе. Хорватия имеет посольство в Тиране. Обе страны являются полноправными членами НАТО и Средиземноморского союза. Албания была одной из первых стран, признавших независимость Хорватии.

## Политика
В апреле 2009 года обе страны стали полноправными членами НАТО, на мероприятии посвящённому этому событию присутствовали премьер-министр Албании Сали Бериша и премьер-министр Хорватии Иво Санадер. В том же году страны решили построить общими усилиями атомную электростанцию на албанской границе с Черногорией. Правительство Черногории настороженно отнеслось к этому, ведь строительство атомной станции может негативно повлиять на окружающую среду. В целом, у Хорватии и Албании очень хорошие отношения.